# Bluenose
Le Bluenose est une goélette canadienne de pêche et de course. Conçu par William Roué et construit par la firme Smith and Rhuland, il fut inauguré le 26 mars 1921 à Lunenburg en Nouvelle-Écosse. Son nom provient du surnom donné aux Néo-Écossais.

## Histoire
En 1920, la goélette de pêche néo-écossaise Delawana avait été défaite par l’Esperanto de Gloucester, au Massachusetts, dans la course entre pêcheurs des Provinces maritimes et de la Nouvelle-Angleterre dont le commanditaire était le journal Halifax Herald. Le Bluenose fut construit pour la pêche à la morue mais c'est cette course hors-saison qui le rendit célèbre. Après une saison de pêche sur les Grands Bancs de Terre-Neuve, le Bluenose défit l’Elsie de Gloucester pour venger la défaite précédente. Durant les 17 années suivantes, aucun bateau canadien ou américain n'a pu la devancer et elle conserva l'International Fishermen's Trophy.
La célébrité du voilier l'amène à figurer dans diverses rencontres internationales. Ainsi, le Bluenose représente le pays lors de l'Exposition universelle de Chicago en 1933. Deux ans plus tard, l'élégant voilier part pour l'Angleterre, où il symbolise le Canada au jubilé d'argent du roi George V.
Les goélettes de pêche étant devenues obsolètes durant la période de la Seconde Guerre mondiale, et malgré les efforts pour le garder en Nouvelle-Écosse, il a été vendu, en 1942, comme transporteur de marchandises aux Caraïbes. Le Bluenose a coulé près d'Haïti, à l'Île-à-Vache, après s'être échoué sur un récif de corail le 28 janvier 1946.

## Honneurs

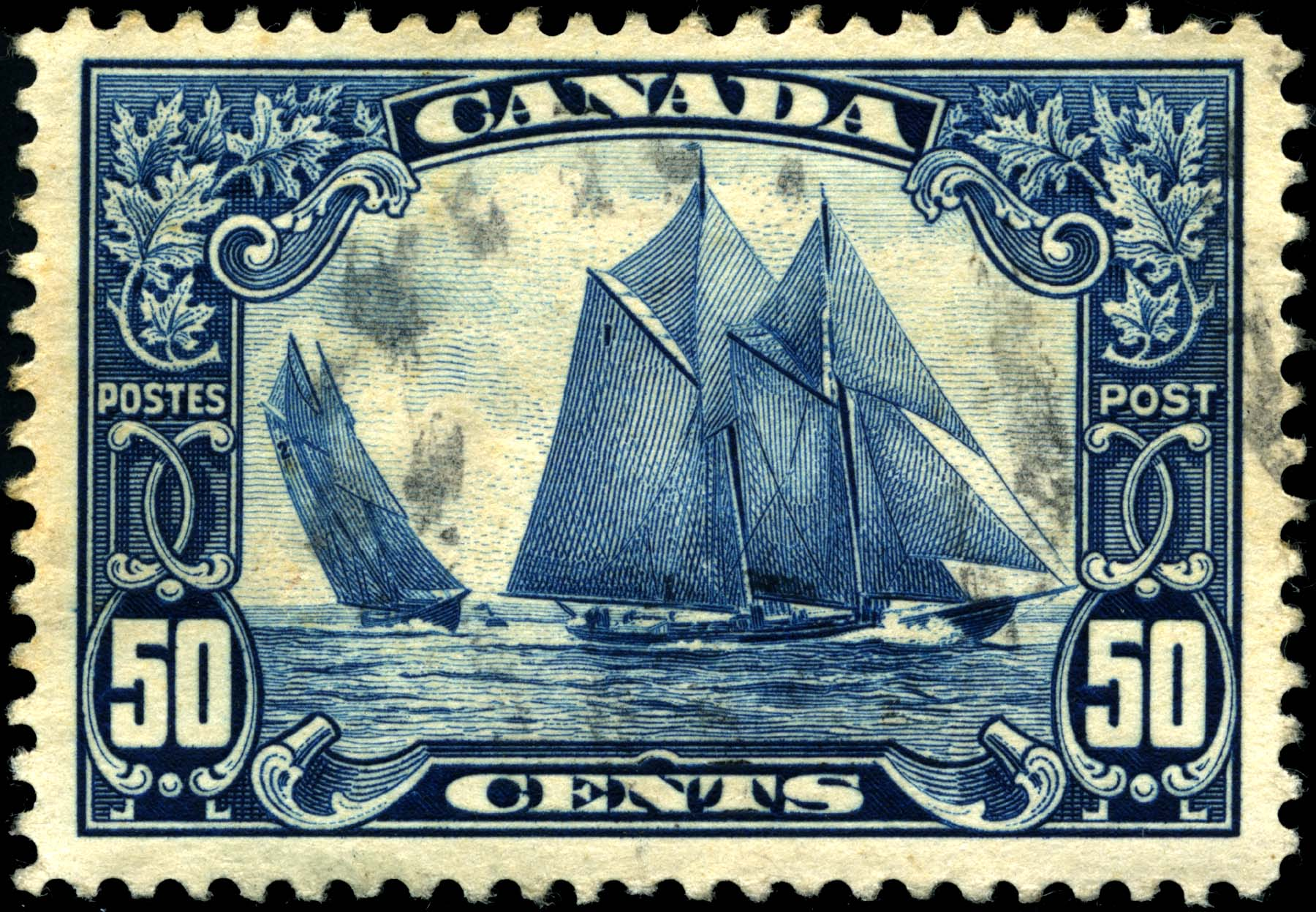
Bluenose sur un timbre rare canadien de 1929.

Il marqua tellement son époque qu'un timbre fut émis en son honneur en 1929 par le gouvernement canadien. Ce timbre, un classique, la représente toutes voiles dehors. Deux autres timbres ont été émis en 1982 et 1999. Il se retrouve également sur les plaques minéralogiques de la Nouvelle-Écosse. Mais tous les Canadiens connaissent le Bluenose car il figure sur la pièce canadienne de 10 cents depuis 1937.
Le Bluenose et son capitaine, Angus Walters, figurent au Temple de la renommée du sport du Canada depuis 1955. Il fut le seul membre non humain jusqu'en 1960 quand l'hydroplaneur Miss Supertest III, un autre champion canadien dans son domaine, y fut intronisé. Cette même année, un nouveau traversier du Canadien National, de la ligne entre Yarmouth (Nouvelle-Écosse) et Bar Harbor (Maine), fut nommé en son honneur: le M/V Bluenose.

## Bluenose II

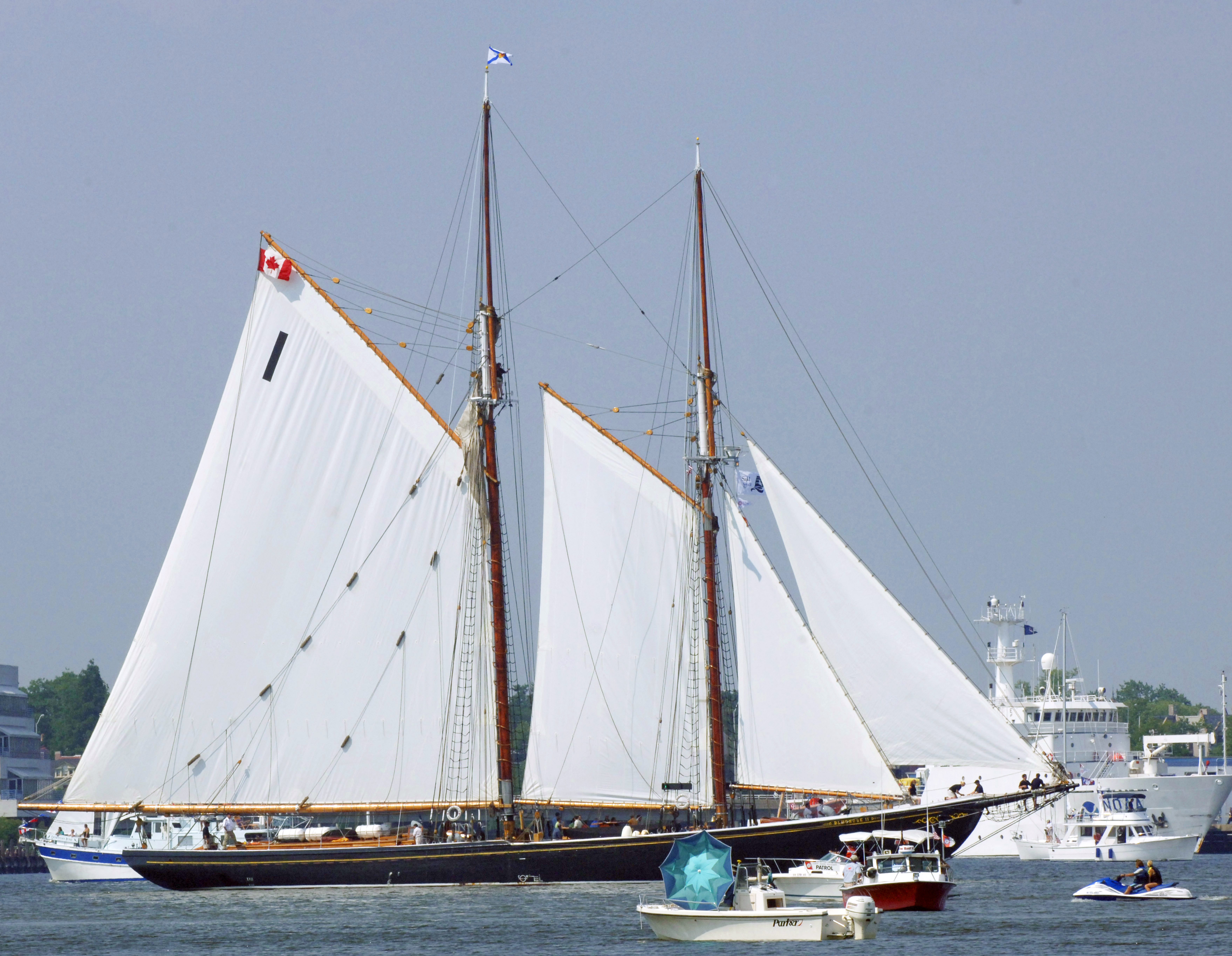
Bluenose II aux fêtes de Norfolk en 2006

Devant la popularité du Bluenose, le Bluenose II, bâti selon les plans originaux et par certains des mêmes ouvriers, a été inauguré à Lunenburg le 24 juillet 1963. Conçu par la famille Oland comme outil publicitaire de leurs brasseries d'Halifax (Nouvelle-Écosse) et Saint-Jean (Nouveau-Brunswick), le navire est devenu depuis une attraction touristique et un symbole de la province. Oland l'a vendu pour 1 $CAN au gouvernement de la Nouvelle-Écosse après plusieurs années d'utilisation. Depuis le 1er avril 2005, la gestion et les levées de fonds pour son entretien sont confiées à la société du Musée maritime de Lunenburg.  
Le Bluenose II a la plus grande voile principale du monde, avec 386 m2, pour une superficie totale de voiles de 1 036 m2 alors que le sloop Mirabella V a la plus grande voilure au monde, soit 1 557 m2. Le Bluenose II ne participe pas aux courses pour respecter la mémoire de vainqueur de son ancêtre.

## Bluenose IIIouBluenose IV
Vince Dow et Joan Roue, les arrière-petits-enfants du concepteur du Bluenose, ont commencé à lever des fonds pour un nouveau Bluenose qui poursuivrait la légende. Originellement prévu s'appeler le Bluenose III, il serait enregistré comme le Bluenose IV car le premier nom est déjà réservé par la province de Nouvelle-Écosse,.